# Davis Kamoga
Davis Kamoga (17 luglio 1968) è un ex velocista ugandese, specializzato nei 400 metri piani e primo medagliato del suo paese nella storia dei campionati del mondo di atletica leggera.

## Biografia
Davis Kamoga arrivò tardi all'atletica leggera, avendo in precedenza giocato a calcio fino al 1993, militando anche nelle file dello Sports Club Villa di Kampala, la principale squadra ugandese. Durante gli allenamenti, indossando scarpe da calcio, aveva corso i 400 metri in 48"2.
Il suo primo risultato prestigioso in atletica fu la medaglia di bronzo sui 400 m alle Olimpiadi di Atlanta nel 1996 con il tempo di 44"53, dietro allo statunitense Michael Johnson (oro con 43"49) e al britannico Roger Black (argento a 44"41).
L'anno seguente, ai campionati del mondo di Atene, sulla stessa distanza fu secondo, ancora una volta dietro a Johnson, con il tempo di 44"37, suo primato personale e nuovo record nazionale. La sua medaglia d'argento fu la prima vinta da un atleta ugandese ai campionati mondiali di atletica leggera.
Nel 1998 vinse una medaglia d'argento ai campionati africani. Assente ai mondiali di Siviglia nel 1999, partecipò alle Olimpiadi di Sydney nel 2000, ma si fermò al secondo turno di qualificazione. A fine stagione abbandonò le competizioni.

## Progressione
| Anno | Tempo |
| ---- | ----- |
| 1995 | 45"29 |
| 1996 | 44"46 |
| 1997 | 44"37 |
| 1998 | 44"79 |
| 1999 | 45"23 |
| 2000 | 45"74 |

## Palmarès
| Anno | Manifestazione      | Sede    | Evento      | Risultato        | Prestazione | Note             |
| ---- | ------------------- | ------- | ----------- | ---------------- | ----------- | ---------------- |
| 1996 | Giochi olimpici     | Atlanta | 400 m piani | Bronzo           | 44"53       |                  |
| 1997 | Mondiali            | Atene   | 400 m piani | Argento          | 44"37       | Record nazionale |
| 1998 | Campionati africani | Dakar   | 400 m piani | Argento          | 44"79       |                  |
| 2000 | Giochi olimpici     | Sydney  | 400 m piani | Quarti di finale | 45"74       |                  |